# Jiří Lundák
Jiří Lundák (* 31. srpna 1939 Praha) je bývalý český veslař a reprezentant Československa. V roce 1960 získal na LOH 1960 bronzovou medaili v závodě osmiveslic a stejného úspěchu dosáhl podruhé na LOH 1964.